# La Llosada
La Llosada és una obra del municipi de Borredà (Berguedà) inclosa en l'Inventari del Patrimoni Arquitectònic de Catalunya.

## Descripció
Masia orientada cap a llevant d'estructura clàssica coberta a dues aigües amb teula àrab. Té planta baixa i tres pisos superiors; la seva planta és pràcticament quadrada. Destaquem l'entrada, centrada a la façana, i les obertures allindanades al primer pis i arcs de mig punt al segon, repartides simètricament respecte de l'eix central. Els murs són de maçoneria arrebossada.

## Història
Construïda a finals del s. XVII és una masia documentada des de la baixa edat mitjana (1433). A l'arxiu episcopal de Vic es conserven els llibres de baptismes, defuncions i capítols matrimonials que permeten resseguir la història familiar. Al s. XVII i XVIII el nucli urbà de Borredà va créixer gràcies a la venda i l'establiment de petits patis a redós de l'església de Sta. Maria de Borredà, patis que eren de les grans pairalies del terme: els Vilardell, els Camprubí i els Llosada.